# Mễ (họ)
Mễ là một họ của người châu Á. Họ này có mặt ở Trung Quốc (chữ Hán: 米, Bính âm: Mi) và Triều Tiên (Hangul: 미, Romaja quốc ngữ: Mi). Trong danh sách Bách gia tính họ Mễ xếp thứ 109.

## Người Trung Quốc họ Mễ nổi tiếng
- Hai cha con Mễ Phất và Mễ Hữu Nhân, đại thư họa gia thời nhà Tống
- Mễ Nhân Dung, vận động viên bóng mềm Trung Quốc
- Mễ Tuyết, diễn viên Hồng Kông